# Yu Xiao Tong
 (août 2017).
Si vous disposez d'ouvrages ou d'articles de référence ou si vous connaissez des sites web de qualité traitant du thème abordé ici, merci de compléter l'article en donnant les références utiles à sa vérifiabilité et en les liant à la section « Notes et références ».
 (janvier 2025).
Yu Xiao Tong, né le 27 mai 1994 à Dalian, en Chine, est un acteur chinois.

## Biographie
Yu Xiao Tong a été officiellement admis à l'académie de danse de Pékin, pour l'apprentissage de la danse du ballet en 2005. En 2007, à l'âge de 13 ans, il tourne dans son premier film Mei Lanfang dont le réalisateur est Chen Kaige.

## Filmographie

### Séries télévisées
- 2010 : Dream of Red Mansions : Jia Bao Yu adolescent
- 2012 : Mother's Mind : He Ming Sheng
- 2013 : Persuasion group : Zhang Da Chuan
- 2013 : Successful Woman's Generation : Dà Fēi
- 2016 : The Ten Deadly Sins : Bāo Zhǎn
- 2017 : Swan : Liu Bei Ji
- 2017 : Billion Dollar Inheritors : Fan Yu Xuan
- 2017 : Ambitious Sea : Ding Chao
- 2017 : Flower flying over the sky : Huā fēiyáng

### Films
- 2008 : Forever Enthralled : Mei lanfang enfant
- 2013 : Kung Fu Man : Kèchuàn
- 2015 : The disappearance of the assassin : Yánglìngchén
- 2016 : The 8 Immortals in School : Er Lang Shen
- 2016 : A Test of Love Adventure : Qigong Zi
- 2017 : Air pretty woman : Network movie
- 2017 : A test : Gao Fei

### Spectacle de variété
- 2011 : Dancing miracle, troisième trimestre
- 2015- : Let's go through it
- 2016- : Let go of my baby
- 2017 : The pattern of the journey